# SV Wippolder
SV Wippolder is een Nederlandse amateurvoetbalclub uit de Delftse wijk Wippolder in Zuid-Holland, opgericht in 1914. Het eerste elftal van de club speelt in de Eerste klasse (seizoen 2022/23), dit seizoen voor het eerst in de zaterdagafdeling na horizontaal overstappen.
De club speelt op Sportpark Pauwmolen, het enige deel van de wijk Wippolder dat aan de oostkant van de A13 ligt.

## Pauwmolen
In 1996 verhuist de vereniging naar sportpark "Pauwmolen" met drie voetbalvelden. Dit complex ligt binnen de gemeente Delft strak tegen de toenmalige gemeente Pijnacker aan. Deze gemeente realiseert net over de gemeentegrens in die periode in Delfgauw de nieuwbouwwijk Emerald. Hierdoor krijgt de club te maken met een groeiend ledenaantal.

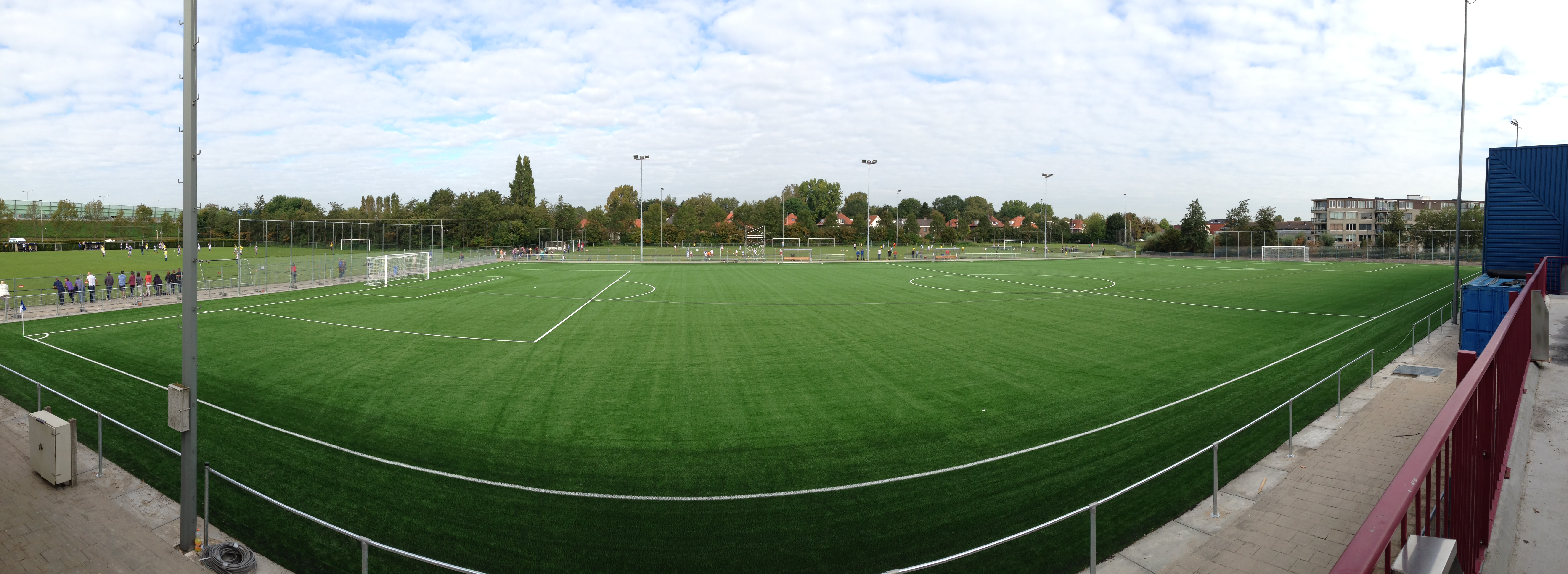
Kunstgrasveld SV Wippolder 2014, sportpark Pauwmolen Delft

Het sportpark aan de Pauwmolen kan deze toestroom van nieuwe leden eigenlijk niet goed aan. De voetbalvelden hebben veel te lijden als gevolg van het vele gebruik voor trainingen en wedstrijden. Vanaf 2010 moeten de velden dan ook veel vaker dan bij andere voetbalverenigingen afgekeurd worden. SV Wippolder klopt zowel bij de gemeente Delft als bij de gemeente Pijnacker-Nootdorp aan om hulp. Lange tijd vindt de vereniging bij beide gemeenten geen gehoor omtrent de problemen met de accommodatie. De gemeente Pijnacker-Nootdorp vindt het een probleem voor de gemeente Delft omdat het sportpark Pauwmolen immers op Delfts grondgebied ligt. De gemeente Delft vindt dat het probleem mede wordt veroorzaakt door de enorme toestroom van inwoners uit de gemeente Pijnacker-Nootdorp richting SV Wippolder en acht zich ook niet verantwoordelijk voor het oplossen van het probleem. Deze impasse duurt enkele jaren. In de eerste maanden van 2014 wordt hierin een dieptepunt bereikt: gedurende deze maanden moet meer dan 80% van de trainingen en wedstrijden worden afgekeurd. De vereniging zoekt de publiciteit via de (sociale) media om dit probleem onder de aandacht te brengen. Met name rondom de gemeenteraadsverkiezingen van 2014 laten de mensen van SV Wippolder zich horen tijdens politieke bijeenkomsten in zowel de gemeente Delft als Pijnacker-Nootdorp. Uiteindelijk is de gemeente Delft bereid gevonden om, middels het in de tijd naar voren halen van groot onderhoud, het hoofdveld te vervangen door een kunstgrasveld. De vereniging moet daarvoor echter wel een eigen bijdrage van 50.000 euro leveren. Eind september 2014 werd kunstgrasveld opgeleverd en werd in het seizoen 2014/15 in gebruik genomen. Bij de officiële opening van dit nieuwe veld op 18 oktober 2014 noemde de Delftse wethouder van sport Raimond de Prez het veld het eerste "twitterkunstgrasveld" van Nederland. In februari 2024 werd een tweede kunstgrasveld opgeleverd.

## Competitieresultaten 1984–heden
Tot en met 2022 speelde Wippolder met haar eerste elftal op zondag. In 2022 hebben zij horizontaal de overstap gemaakt naar de zaterdag.
| 4 4C |

| 3 4C |

| 5 4C |

| 1 4D |

| 3 3B |

| 3 3C |

| 5 3C |

| 5 3B |

| 6 3D |

| 3 3B |

| 13 3B |

| 2 4D |

| 12 4C |

| 8 4D |

| 12 4B |

|  |

| 6 4B |

| 8 4B |

| 10 4D |

| 7 4C |

| 11 4D |

| 7 4B |

| 2 4C |

| 6 4A |

| 9 4D |

| 6 4B |

| 4 4A |

| 14 3C |

| 7 4D |

| 8 4B |

| 3 4C |

| 4 3C |

| 1 3B |

| 4 2C |

| 3* 2D |

| 1* 2D |

| 1 2D |

| 2 1B |

| 6 1C |

- = Dit seizoen werd stopgezet vanwege de uitbraak van het coronavirus. Er werd voor dit seizoen geen officiële eindstand vastgesteld.

| Tweede divisie | Derde divisie | Vierde divisie | Eerste klasse |
| Tweede klasse  | Derde klasse  | Vierde klasse  | Vijfde klasse |

## Competitieresultaten 1946–1975
| 8 4E |

| 10 4D |

|  |

|  |

|  |

| 4 4C |

| 8 4D |

| 7 4D |

| 7 4D |

| 11 4D |

| 9 4D |

| 6 4E |

| 10 4D |

| 8 4D |

| 10 4C |

| 9 4D |

| 12 4B |

| Eerste klasse | Tweede klasse | Derde klasse | Vierde klasse |

In elke staaf van de grafiek staat van boven naar beneden vermeld: 
- Eindnotering

Dit is de positie die de club heeft bereikt in de competitie, zonder eventuele beslissings-, play-off- of nacompetitiewedstrijden die nodig zijn geweest om bijvoorbeeld de kampioen van de competitie te bepalen.
Indien een * achter het getal staat is de notering een tussenstand en kan het zijn dat de notering niet overeenkomt met de uiteindelijke eindstand van de competitie.
Staat er een - dan is het seizoen nog bezig en is er geen definitieve uitslag bekend.
Staat er xx op de positie van de notering, dan heeft de club vroegtijdig de competitie verlaten. Dit kan onder andere komen door terugtrekking van het team, faillissement van de club of door een uitgedeelde straf van de KNVB. In veel gevallen staat elders in het artikel de reden vermeld.
Staat er een ? dan is het resultaat uit het verleden onbekend, en is alleen de competitie of het niveau bekend van dat seizoen.
In de seizoenen 2019/20 en 2020/21 werd wegens de coronacrisis het amateurvoetbal afgebroken. Daardoor kennen deze staven geen eindklassering (middels -- weergegeven).
- Competitieniveau en afdelingsletter of Officiële eindstand Eredivisie
  - Competitieniveau en afdelingsletter

Hierbij geeft het getal het niveau weer, dat ook terug te vinden is in de legenda. De letter is de afdelingsaanduiding en wordt gebruikt wanneer er meer afdelingen zijn op hetzelfde niveau. De afdelingsletter is altijd een hoofdletter en wordt meestal zonder nummer gebruikt.
Voorbeeld: 2F is niveau 2e klasse competitie F.
Het competitieniveau en nummer wordt niet vermeld wanneer er slechts één competitie van dit niveau was.
  - Officiële eindstand Eredivisie (getal staat tussen haakjes vermeld)

Sinds de introductie van play-offwedstrijden voor Europees voetbal na afloop van de reguliere competitie in 2005/06, is de KNVB verplicht een eindstand van de Eredivisie door te geven aan de UEFA aan de hand van deze play-offwedstrijden.
Bij deze eindstand staan clubs die zich hebben gekwalificeerd voor Europees voetbal hoger dan clubs die zich niet wisten te kwalificeren. Indien er geen verschil was tussen de eindnotering en de officiële eindstand, staat dit getal niet vermeld.

- Onderafdeling

Hier staat afgekort de naam van de onderafdeling indien de club in dat jaar in een onderafdeling uitkwam. Tevens staat deze afkorting in de legenda en wordt gelinkt naar het artikel over deze onderafdeling. Deze afkorting wordt alleen vermeld wanneer de club in het verleden in verschillende onderafdelingen heeft gespeeld. Deze vermelding is in de staaf altijd in kleine letters. Deze onderafdelingen zijn na het seizoen 1995/96 afgeschaft. Heeft de club in slechts één onderafdeling gespeeld, dan is dit alleen terug te vinden in de legenda.
Onder de staaf staat het jaartal vermeld waarin het seizoen is afgesloten. 15 verwijst naar het seizoen 2014/15 of eventueel het seizoen 1914/15.
Wanneer een staaf leeg is, zijn deze gegevens niet bekend. Het kan ook zijn dat de club dat seizoen niet heeft meegespeeld op het hogere amateurniveau, vroegtijdig de competitie heeft verlaten of uit de competitie is gezet.

In het seizoen 1944/45 was er wegens de Tweede Wereldoorlog geen regulier competitievoetbal.

## Bekende (Oud-)Spelers
- Chris Treling